# Champion (Band)
Champion war eine US-amerikanische Hardcore-Band aus Seattle, die sich in den späten 1990er-Jahren gründete.

## Geschichte
Nach den ersten Shows veröffentlichte die Band ihre erste Demo als Kassette. Darauf folgte eine kurze Tour an der Westküste der USA. Obwohl die Demo und die Tour gut ankamen, plagte die Band eine Anzahl von Besetzungswechseln. Nach vielen Änderungen im Line-up erreichte die Band 2001 mit dem Zugang von Bassist Aram Arslanian und Schlagzeuger Todd Preboski eine halbwegs stabile Besetzung, mit der die zweite Demo Come Out Swinging bei Phyte Records bzw. Platinum Recordings in Deutschland veröffentlicht wurde. Anschließend unterschrieb man bei Bridge 9 Records und nahm eine EP mit dem Namen Count Our Numbers auf, welche mit einem Re-Release von Come Out Swinging veröffentlicht wurde. Weiteres Touren mit Bands wie Comeback Kid, Terror oder Sick of It All festigte ihre Fertigkeiten als Live-Band. Sie betourten inzwischen die ganze USA und sogar einige Teile Europas.
Champions Album Promises Kept, wurde auf Bridge 9 veröffentlicht und kam in der Szene gut an. Nach einer zweiten Europa-Tournee und einem Abstecher nach Australien, wurden 2005 wieder die USA betourt. Im Frühling des Jahres waren sie der erste Independent-Act seit Kill Your Idols und Ensign im Jahr 2001 der in Südkorea Konzerte spielte. Die Band gab im Jahr 2006 dann bekannt, dass man beschlossen habe, die Band nicht mehr weiter zu führen, da ihnen das Drängen nach neuen Alben nicht gefalle und sie ihre Musik nicht unter diesem Druck verbreiten und erstellen wollten. Das letzte Konzert fand in ihrer Heimatstadt Seattle am 27. Mai 2006 im Club El Corazon statt.
Nach der Auflösung waren die Bandmitglieder in verschiedenen anderen Projekten anzutreffen. So sang Aram Arslanian bei Betrayed und spielt momentan Gitarre bei The Vows, ebenso wie Chris Williams. Todd Preboski spielte ebenfalls bei Betrayed das Schlagzeug.

## Diskografie
- 2000: Come Out Swinging (Phyte Records)
- 2002: Count Our Numbers (Bridge 9 Records)
- 2004: Promises Kept (Bridge 9 Records)
- 2005: Time Slips Away (Bridge 9 Records)
- 2006: Different Directions - The Last Show (Bridge 9 Records)